# Igreja Paroquial de Vilas Boas
A Igreja Paroquial de Vilas Boas, igualmente conhecida como Igreja de Nossa Senhora da Luz, Antiga Igreja de Nossa Senhora da Natividade, Antiga Igreja de Nossa Senhora da Assunção ou Igreja de Santa Maria de Vilas Boas, é um edifício religioso em ruínas, situado perto da vila de Ferreira do Alentejo, em Portugal.

## Descrição
A Igreja Paroquial de Vilas Boas é um exemplo de um edifício com uma parte em forma cúbica, rematada por uma cúpula, normalmente denominados de Kubba, e que foram um legado cultural do domínio muçulmano.
Está situada nas imediações da Estrada Nacional 121, a cerca de 2,5 Km da vila de Ferreira do Alentejo.
No seu interior, foi encontrada uma estela do período medieval, sendo um dos poucos exemplos de vestígios deste tipo encontrados em pequenas igrejas rurais no Alentejo, já que foram normalmente encontradas em templos urbanos.

## História
O ano de fundação da igreja é desconhecido, sendo os mais antigos registos da sua presença de 1320. Era o santuário da paróquia rural de Vilas Boas, que foi depois integrada na freguesia de Ferreira do Alentejo.
Durante a sua história teve várias denominações, incluindo Nossa Senhora da Natividade, Nossa Senhora da Assunção e Nossa Senhora da Luz. Foi reconstruída pelo menos duas dezes, levando ao desaparecimento do santuário medieval, e depois do edifício que o substituiu, que foi mencionado em 1534 pelo Infante D. Afonso, Bispo de Évora. Esta visitação foi feita em conjunto com o prior da igreja, Manuel Nunes Farelães, tendo sido descrita como estando apenas parcialmente ladrilhada e com cobertura incompleta, chovendo no seu interior. Tinha então três altares e uma pia baptismal, e contava com várias sepulturas a nivel térreo. É igualmente referida a presença de um adro, onde também se faziam inumações. As últimas obras de reconstrução foram feitas nos finais do século XVI ou nos princípios do XVII, uma vez que apresenta vários elementos típicos deste período de transição. A igreja ficou muito danificada pelo Sismo de 1755, tendo ficado em ruínas desde então. Em 1758, sendo o prior Diogo Lourenço Sanches, as imagens da igreja retratavam Santo António, São Marcos Evangelista e Nossa Senhora da Luz, sendo esta última a padroeira. Parte do recheio perdeu-se, incluindo as imagens, mas algumas peças foram transferidas para outros santuários, tendo a pia baptismal sido colocada na capelinha particular da Quinta de São Vicente, duas tábuas retratando São Francisco recebendo os estigmas e São Luís foram para a Igreja Paroquial de Ferreira do Alentejo.
Foi classificada como Imóvel de Interesse Municipal por deliberação camarária de 11 de Dezembro de 2002, decisão que foi publicada no Aviso n.º 7515/2003, de 1 de Setembro. No entanto, o Instituto Português do Património Arquitectónico reverteu esta classificação, uma vez que considerou que a autarquia não possuía as competências necessárias.

## Leitura recomendada
- ESPANCA, Túlio (1992). Inventário artístico de Portugal: Concelhos de Alvito, Beja, Cuba, Ferreira do Alentejo e Vidigueira. Volume XII. Lisboa: Academia Nacional de Belas-Artes